# Матеузиньо
Матеус Леонардо Салес Кардозу (порт.-браз. Matheus Leonardo Sales Cardoso более известный, как Матеузиньо порт. Matheusinho; родился 11 февраля 1998 года в Белу-Оризонти, Бразилия) — бразильский футболист, полузащитник клуба «Америка Минейро».

## Клубная карьера
Матеузиньо — воспитанник клуба «Америка Минейро». 21 апреля 2016 года в матче Кубка Бразилии против «Ред Булл Бразил» он дебютировал за основной состав. 3 июня в матче против «Понте-Прета» Матеузиньо дебютировал в бразильской Серии A.

## Международная карьера
В 2015 году Матеузиньо принял участие в юношеском чемпионате мира в Чили. На турнире он сыграл в матчах против команд Северной Кореи, Англии и Новой Зеландии.